# Lista de ministros do Desenvolvimento Agrário do Brasil
Esta é uma lista de ministros do Desenvolvimento Agrário e Agricultura Familiar do Brasil.
Em 1982, o decreto nº 87.457 cria o Ministério Extraordinário para Assuntos Fundiários (Meaf). Em 1985, o decreto nº 91.214 cria o Ministério da Reforma e do Desenvolvimento Agrário (Mirad). Em 15 de janeiro de 1989, a medida provisória nº 29 extingue o Mirad.
Em 29 de abril de 1996, por decreto, é nomeado o ministro de Estado Extraordinário de Política Fundiária (motivado pelo Massacre de Eldorado do Carajás). Em 1999, a medida provisória nº 1.911-12 cria o Ministério de Política Fundiária e do Desenvolvimento Agrário. Em 14 de janeiro de 2000, o decreto nº 3.338 cria o Ministério do Desenvolvimento Agrário (MDA).
A pasta foi incorporada ao Ministério do Desenvolvimento Social, em 12 de maio de 2016, por meio da medida provisória nº 726, do presidente Michel Temer. Em junho de 2016, por meio do decreto nº 8.786, as estruturas do antigo MDA extinto passaram a ficar subordinada ao ministro-chefe da Casa Civil da Presidência da República, por meio da Secretaria Especial de Agricultura Familiar e do Desenvolvimento Agrário (Sead).
Em 2023, o ministério é recriado e passa a ser denominado Ministério do Desenvolvimento Agrário e Agricultura Familiar.

## Ditadura militar(5.ª República)
| Nº | Foto | Nome             | Órgão                                   | Início               | Fim                 | Presidente      |
| -- | ---- | ---------------- | --------------------------------------- | -------------------- | ------------------- | --------------- |
| 1  |      | Danilo Venturini | Programa Nacional de Política Fundiária | 24 de agosto de 1982 | 15 de março de 1985 | João Figueiredo |

## Nova República(6.ª República)
| Nº                                                                                        | Foto                                                                                      | Nome                                                                                      | Órgão                                                                                         | Início                 | Fim                     | Presidente                |
| ----------------------------------------------------------------------------------------- | ----------------------------------------------------------------------------------------- | ----------------------------------------------------------------------------------------- | --------------------------------------------------------------------------------------------- | ---------------------- | ----------------------- | ------------------------- |
| 2                                                                                         |                                                                                           | Nélson de Figueiredo Ribeiro                                                              | Ministério da Reforma e do Desenvolvimento Agrário                                            | 30 de abril de 1985    | 28 de maio de 1986      | José Sarney               |
| 3                                                                                         |                                                                                           | Dante de Oliveira                                                                         | Ministério da Reforma e do Desenvolvimento Agrário                                            | 28 de maio de 1986     | 2 de junho de 1987      | José Sarney               |
| 4                                                                                         |                                                                                           | Marcos Freire                                                                             | Ministério da Reforma e do Desenvolvimento Agrário                                            | 4 de junho de 1987     | 8 de setembro de 1987   | José Sarney               |
| 5                                                                                         |                                                                                           | Jader Barbalho                                                                            | Ministério da Reforma e do Desenvolvimento Agrário                                            | 22 de setembro de 1987 | 29 de julho de 1988     | José Sarney               |
| —                                                                                         |                                                                                           | Leopoldo Bessone (interino)                                                               | Ministério da Reforma e do Desenvolvimento Agrário                                            | 17 de agosto de 1988   | 15 de fevereiro de 1989 | José Sarney               |
| Incorporado ao Ministério da Agricultura e Reforma Agrária                                | Incorporado ao Ministério da Agricultura e Reforma Agrária                                | Incorporado ao Ministério da Agricultura e Reforma Agrária                                | Incorporado ao Ministério da Agricultura e Reforma Agrária                                    | 15 de março de 1990    | 29 de dezembro de 1992  | Fernando Collor           |
| Incorporado ao Ministério da Agricultura, do Abastecimento e da Reforma Agrária           | Incorporado ao Ministério da Agricultura, do Abastecimento e da Reforma Agrária           | Incorporado ao Ministério da Agricultura, do Abastecimento e da Reforma Agrária           | Incorporado ao Ministério da Agricultura, do Abastecimento e da Reforma Agrária               | 29 de dezembro de 1992 | 31 de dezembro de 1994  | Itamar Franco             |
| 6                                                                                         |                                                                                           | Raul Jungmann                                                                             | Ministério Extraordinário de Política Fundiária                                               | 30 de abril de 1996    | 26 de novembro de 1999  | Fernando Henrique Cardoso |
| 6                                                                                         | Ministério do Desenvolvimento Agrário                                                     | Raul Jungmann                                                                             | 26 de novembro de 1999                                                                        | 4 de abril de 2002     |                         | Fernando Henrique Cardoso |
| 7                                                                                         | Ministério do Desenvolvimento Agrário                                                     |                                                                                           | José Abrão                                                                                    | 4 de abril de 2002     | 1 de janeiro de 2003    | Fernando Henrique Cardoso |
| 8                                                                                         | Ministério do Desenvolvimento Agrário                                                     |                                                                                           | Miguel Rossetto                                                                               | 1 de janeiro de 2003   | 31 de março de 2006     | Luiz Inácio Lula da Silva |
| —                                                                                         | Ministério do Desenvolvimento Agrário                                                     |                                                                                           | Guilherme Cassel (interino)                                                                   | 3 de abril de 2006     | 27 de junho de 2006     | Luiz Inácio Lula da Silva |
| 9                                                                                         | Ministério do Desenvolvimento Agrário                                                     |                                                                                           | Guilherme Cassel                                                                              | 27 de junho de 2006    | 31 de dezembro de 2010  | Luiz Inácio Lula da Silva |
| 10                                                                                        | Ministério do Desenvolvimento Agrário                                                     |                                                                                           | Afonso Florence                                                                               | 1 de janeiro de 2011   | 14 de março de 2012     | Dilma Rousseff            |
| 11                                                                                        | Ministério do Desenvolvimento Agrário                                                     |                                                                                           | Pepe Vargas                                                                                   | 14 de março de 2012    | 17 de março de 2014     | Dilma Rousseff            |
| 12                                                                                        | Ministério do Desenvolvimento Agrário                                                     |                                                                                           | Miguel Rossetto                                                                               | 17 de março de 2014    | 8 de setembro de 2014   | Dilma Rousseff            |
| —                                                                                         | Ministério do Desenvolvimento Agrário                                                     |                                                                                           | Laudemir André Müller (interino)                                                              | 8 de setembro de 2014  | 1 de janeiro de 2015    | Dilma Rousseff            |
| 13                                                                                        | Ministério do Desenvolvimento Agrário                                                     |                                                                                           | Patrus Ananias                                                                                | 1 de janeiro de 2015   | 14 de abril de 2016     | Dilma Rousseff            |
| —                                                                                         | Ministério do Desenvolvimento Agrário                                                     |                                                                                           | Maria Fernanda Ramos Coelho (interina)                                                        | 14 de abril de 2016    | 19 de abril de 2016     | Dilma Rousseff            |
| 13                                                                                        | Ministério do Desenvolvimento Agrário                                                     |                                                                                           | Patrus Ananias                                                                                | 19 de abril de 2016    | 12 de maio de 2016      | Dilma Rousseff            |
| Incorporado ao Ministério do Desenvolvimento Social                                       | Incorporado ao Ministério do Desenvolvimento Social                                       | Incorporado ao Ministério do Desenvolvimento Social                                       | Incorporado ao Ministério do Desenvolvimento Social                                           | 12 de maio de 2016     | 14 de junho de 2016     | Michel Temer              |
| 14                                                                                        |                                                                                           | José Ricardo Ramos Roseno                                                                 | Secretaria Especial da Agricultura Familiar e do Desenvolvimento Agrário (SEAD) da Casa Civil | 30 de maio de 2016     | 16 de outubro de 2017   | Michel Temer              |
| 15                                                                                        |                                                                                           | Jefferson Coriteac                                                                        | Secretaria Especial da Agricultura Familiar e do Desenvolvimento Agrário (SEAD) da Casa Civil | 17 de outubro de 2017  | 31 de dezembro de 2018  | Michel Temer              |
| Extinto e atribuições transferidas ao Ministério da Agricultura, Pecuária e Abastecimento | Extinto e atribuições transferidas ao Ministério da Agricultura, Pecuária e Abastecimento | Extinto e atribuições transferidas ao Ministério da Agricultura, Pecuária e Abastecimento | Extinto e atribuições transferidas ao Ministério da Agricultura, Pecuária e Abastecimento     | 1 de janeiro de 2019   | 31 de dezembro de 2022  | Jair Bolsonaro            |
| 16                                                                                        |                                                                                           | Paulo Teixeira                                                                            | Ministério do Desenvolvimento Agrário e Agricultura Familiar                                  | 1 de janeiro de 2023   | —                       | Luiz Inácio Lula da Silva |